# Lenna
Lenna je standardní testovací obrázek, který se používá pro demonstraci algoritmů a srovnání výsledků ve zpracování obrazu.
Jedná se o výřez fotografie švédské modelky Leny Forsénové (dříve Leny Söderbergové), která se objevila v roce 1972 v magazínu Playboy.
Jako testovací obrázek byl poprvé použit v roce 1973 na Univerzitě Jižní Kalifornie Alexandrem Sawchukem a jeho týmem pro testování kompresního algoritmu.
Používaný výřez má rozměry 512×512 pixelů a zachycuje pouze hlavu a ramena postavy.
Fotografie v magazínu ale zachycuje modelku v celé kráse.
V dokumentu Losing Lena vyjádřila Lena Forsén přání, aby její fotka nebyla dále používána.
Některé vědecké časopisy jako Nature Nanotechnology, nebo SPIE odmítají publikovat práce s obrázkem Lenny bez řádného vědeckého zdůvodnění, proč byl její obrázek použit. Toto rozhodnutí je zdůvodněno kontroverzí obrazu, neboť jeho použití bylo dlouhá léta porušováním autorských práv, dokud Playboy neuvolnil obrázek pro výzkumné účely. Obraz je také považován za ponižující pro ženy, vzhledem k jeho původu.